# Liste der Einträge im National Register of Historic Places im Baca County

Lage des Baca Countys in Colorado

Die Liste der Einträge im National Register of Historic Places im Baca County in Colorado führt die Bauwerke und historischen Stätten im Baca County auf, die in das National Register of Historic Places aufgenommen wurden.
Legende
| NRHP | Historic Place             |
| HD   | Historic District          |
| NHL  | National Historic Landmark |

| [ 2 ] | Name                                        | Bild                                        | Eintragsdatum                 | Lage                                                  | Ort         | Beschreibung |
| ----- | ------------------------------------------- | ------------------------------------------- | ----------------------------- | ----------------------------------------------------- | ----------- | ------------ |
| 1     | Colorado Millennial Site                    |                                             | 8. Apr. 1980 ID-Nr. 80000877  | Quelle des Rule Creek 37° 37′ 1″ N, 103° 4′ 43,2″ W   | Ruxton      |              |
| 2     | Springfield Schoolhouse                     |                                             | 5. Okt. 1977 ID-Nr. 77000363  | 281 W. 7th Ave. 37° 24′ 25,6″ N, 102° 37′ 8″ W        | Springfield |              |
| 3     | Stonington First Methodist-Episcopal Church | Stonington First Methodist-Episcopal Church | 14. März 1996 ID-Nr. 96000272 | 48854 County Road X 37° 17′ 39,9″ N, 102° 11′ 19,2″ W | Stonington  |              |
| 4     | Two Buttes Gymnasium                        | Two Buttes Gymnasium                        | 22. Dez. 2009 ID-Nr. 09001119 | 5th und C Sts. 37° 33′ 34,8″ N, 102° 23′ 54,6″ W      | Two Buttes  |              |